# 김국향 (역도 선수)
김국향(1993년 4월 20일~)은 조선민주주의인민공화국의 역도 선수로, 2016년 하계 올림픽 여자 +75kg 부문에서 은메달을 획득했다.